# جیکوب ترمبلی
جیکوب ترمبلی (انگلیسی: Jacob Tremblay؛ زادهٔ ۵ اکتبر ۲۰۰۶) هنرپیشه و صداپیشه تلویزیون و سینما اهل کانادا است.
از فیلم‌ها یا مجموعه‌های تلویزیونی که وی در آن‌ها نقش داشته‌است می‌توان به اسمورف‌ها ۲، آخرین مرد روی زمین، اتاق و اعجوبه اشاره نمود.
او با نقش جک نیوسام در فیلم اتاق (۲۰۱۵) معروف شد و مورد تحسین قرار گرفت. بعلاوه برای همین فیلم جایزه بهترین اجرای کودکانه از نگاه منتقدان و بهترین اجرای نقش اصلی مرد از آکادمی سینما و تلویزیون کانادا را دریافت کرد. گریم حیرت‌انگیز جیکوب در فیلم اعجوبه همگان را راجع به هویت این بازیگر گمراه و شگفت زده کرد. سال ۲۰۲۱، صداپیشگی انیمیشن لوکا را انجام داد که با استقبال زیاد همراه شد. او همچین به عنوان بازیگر در موزیک ویدئو جاستین بیبر به نام تنهایی (lonely) حضور داشت. او در تازه‌ترین فیلمش، دوبلوری نقش فلوندر لایو اکشن پری دریایی کوچولو را بر عهده داشت که در سال ۲۰۲۳ اکران شد.

## زندگی شخصی
ترمبلی در تاریخ ۵ اکتبر ۲۰۰۶ در ونکوور، کانادا زاده شد و در شهر لنگلی بریتیش کلمبیا بزرگ شد. او به مدرسه ابتدایی گوردون گرینوود رفت. پدرش، جیسون ترمبلی کارآگاه پلیس است و مادرش، کریستینا ترمبلی، خانه‌دار است. خواهر بزرگتر ترمبلی، اِما و خواهر کوچکترش اریکا نام دارند و آن‌ها نیز بازیگر هستند.
ترمبلی طرفدار سرسخت جنگ ستارگان است و از روی شخصیت دیزی رایدلی، نام سگش را ری گذاشته‌است.

## فیلم‌شناسی

### فیلم
| سال  | عنوان                                       | نقش                    | توضیحات                 |
| ---- | ------------------------------------------- | ---------------------- | ----------------------- |
| ۲۰۱۳ | اسمورف‌ها ۲                                  | آبی (blue)             |                         |
| ۲۰۱۳ | موش خرمای جادویی                            | سم                     | فیلم کوتاه              |
| ۲۰۱۴ | بیرون از زمین                               | متی                    |                         |
| ۲۰۱۵ | برادر گورد                                  | گورد جوان              | فیلم کوتاه              |
| ۲۰۱۵ | اتاق                                        | جک نیوسام              |                         |
| ۲۰۱۶ | هنر معامله دونالد ترامپ: فیلم               | بچه چهارم              |                         |
| ۲۰۱۶ | پیش از آنکه بیدار شوم                       | کودی مورگان            |                         |
| ۲۰۱۶ | نقشه‌هایت را بسوزان                          | وس فرث                 |                         |
| ۲۰۱۶ | حبس کردن                                    | تام پترسون             |                         |
| ۲۰۱۷ | کتاب هنری                                   | پیتر کارپنتر           |                         |
| ۲۰۱۷ | اعجوبه                                      | آگوست پولمن            | گریم حیرت‌انگیز          |
| ۲۰۱۸ | غارتگر                                      | روری مک‌کنا             |                         |
| ۲۰۱۸ | مرگ و زندگی جان اف. دونوون                  | روپرت ترنر جوان        |                         |
| ۲۰۱۹ | پسران خوب                                   | مکس نیومن              | نقش اصلی و البته متفاوت |
| ۲۰۱۹ | دکتر اسلیپ                                  | بردلی ترور             | نقش کوتاه/ بیسبالیست    |
| ۲۰۲۰ | اینجا هستیم: نکاتی برای زندگی در سیاره زمین | فین (صداپیشه)          | فیلم کوتاه              |
| ۲۰۲۱ | لوکا                                        | لوکا پاگورو (صداپیشه)  |                         |
| ۲۰۲۱ | سلام آلبرتو                                 | لوکا پاگورو (صداپیشه)  | فیلم کوتاه              |
| ۲۰۲۲ | اژدهای پدرم                                 | المر الویتور (صداپیشه) |                         |
| ۲۰۲۳ | پری دریایی کوچولو                           | فلوندر (صداپیشه)       |                         |
| ۲۰۲۳ | کپی سرد                                     | ایگور نوواک            |                         |
| ۲۰۲۳ | انتقام‌جو سمی                                | وید                    |                         |
| ۲۰۲۴ | اوریون و تاریکی                             | اوریون (صداپیشه)       |                         |

### تلویزیون
| سال        | عنوان                  | نقش                           | توضیحات                                             |
| ---------- | ---------------------- | ----------------------------- | --------------------------------------------------- |
| ۲۰۱۳       | انگیزه                 | رایلی استنویک                 | اپیزود: "جریان آب زیر دریا"                         |
| ۲۰۱۳       | آقای جوان              | تاتر جوان                     | اپیزود: "مستر فینالی قسمت اول"                      |
| ۲۰۱۴       | همسر آینده مادر من     | کانر                          | فیلم تلویزیونی                                      |
| ۲۰۱۴       | موش خرماهای کوچک سانتا | تاد کولینز                    | کوتاه                                               |
| ۲۰۱۶       | آخرین مرد روی زمین     | فیل میلر جوان                 | اپیزود : "خیلی سیاه"                                |
| ۲۰۱۶       | بیلی در خیابان         | خودش                          | اپیزود: "روز تعطیل شگفت انگیز بیلی با جیکوب ترمبلی" |
| ۲۰۱۷       | فمیلی گای              | پسر خانه‌درختی (صداپیشه)       | اپیزود: "مسافر چرب-هفت"                             |
| ۲۰۱۷–اکنون | پیت گربه‌هه             | پیت گربه‌هه (صداپیشه)          | نقش اصلی                                            |
| ۲۰۱۸       | جانوران                | نوک (صداپیشه)                 | اپیزود: "روچلا"                                     |
| ۲۰۱۹       | منطقه گرگ و میش        | الیور فولی                    | اپیزود: "واندرکایند"                                |
| ۲۰۱۹–اکنون | هارلی کوئین            | دیمین وین / رابین (صداپیشه)   | نقش تکرارشونده                                      |
| ۲۰۲۳       | شکست‌ناپذیر             | پرنس لیزارد، بخش دو (صداپیشه) | اپیزود: "اتم حوا"                                   |